# 제리 루빈

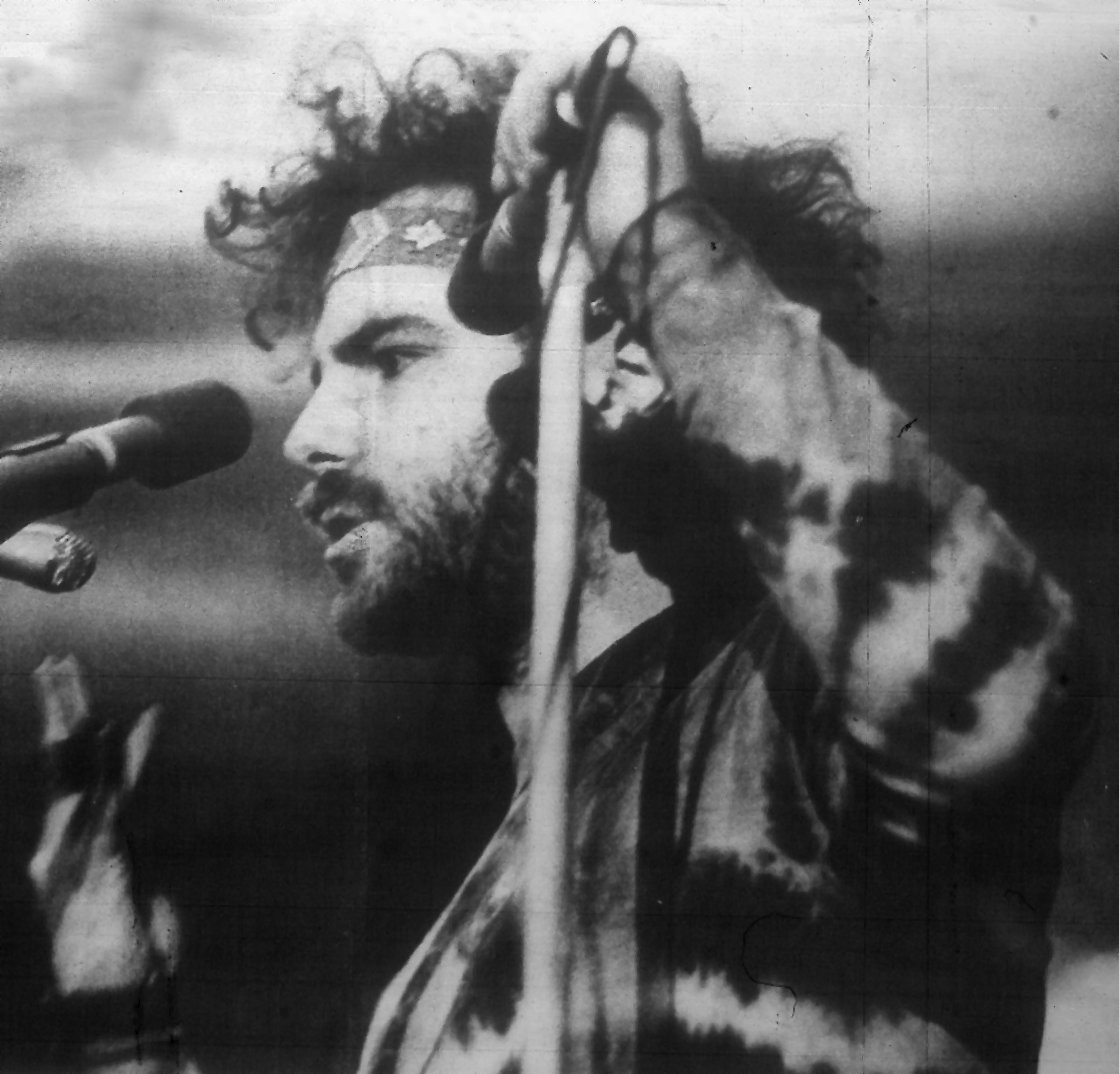
1970년 3월 버펄로 대학교에서 연설 중인 제리 루빈

제리 루빈(Jerry Rubin, 1938년 7월 4일 ~ 1994년 11월 28일)은 미국 오하이오주 출신의 정치 사회 활동가, 반전 운동 지도자이자 반문화의 상징이었다. 이후 사업가로 활동하였다.
1938년 7월 4일, 신시내티에서 태어나 교외 지역에서 성장했다. 지역 월넛 힐 고등학교에 입학해 학교 신문 'The Chatterbox'지를 편집하였다. 고등학교 졸업 후에는 신시내티 대학에 진학 해 1961년 사회학 학위를 받고 졸업한다. 이후 가정사의 문제로 이스라엘에 거주하게 된다.
이스라엘에서 미국으로의 귀국 후인 1964년 루빈은 UC 버클리 대학원에 입학하지만, 지역 상점의 인종 차별적 고용에 대한 항의 활동을 계기로 대학원을 도중 자퇴하고 사회주의 활동에 몰두하게 된다. 반전 운동 지도자로, 베트남 전쟁 반대 운동을 다수 조직하였다.
1967년에는 애비 호프만 등과 함께 시카고 7인의 일원으로 청년 국제당(Youth International Party, YIP)를 창설하기도 했다.
1980년대 이후에는 대안적 삶을 모색하는 방면의 사업가로 활동하다가 1994년 11월 28일 L.A에서 교통사고로 사망했다.

## 같이 보기
- 청년 국제당
- 애비 호프만
- 히피
- 데이비드 델린저